# Huang Yaqiong
Det här är en artikel om en person med kinesiskt personnamn; Huang är familjenamnet.
Huang Yaqiong (kinesiska: 黄雅琼; pinyin: Huáng Yăqióng), född 28 februari 1994, är en kinesisk badmintonspelare.

## Karriär
Vid olympiska sommarspelen 2020 i Tokyo var Huang och Zheng Siwei toppseedade i mixeddubbeln. De tog silver i tävlingen efter att ha förlorat i finalen mot Wang Yilyu och Huang Dongping.
Vid OS 2024 i Paris tog Huang guld tillsammans med Zheng Siwei i mixeddubbel.